# Milan Ozimič
Milan Ozimič, slovenski inženir strojništva in politik, * 15. september 1957.
Od leta 1997 je član Državnega sveta Republike Slovenije.